# Kesha
Kesha Rose Sebert (Los Angeles, 1 maart 1987), beter bekend als Kesha (voorheen Ke$ha), is een Amerikaanse popzangeres, songwriter en actrice. Ze brak in 2009 door met de hits Right Round (een samenwerking met Flo Rida) en TiK ToK, die allebei de nummer 1-positie bereikten op de Amerikaanse Hot 100 lijst. TiK ToK was in 2010 de best verkochte single en alleen al in dat jaar werden er wereldwijd 12,8 miljoen exemplaren van verkocht. Daarna scoorde ze nog een aantal hits, waaronder We R Who We R (2010), Die Young (2012) en Timber (2013, met Pitbull).
Kesha bracht zes studioalbums uit: Animal (2010), Warrior (2012), Rainbow (2017), High Road (2020), Gag Order (2023) en . (uitgesproken als 'Period', 2025). Ook maakte ze een ep, genaamd Cannibal (2010).
Naast Flo Rida en Pitbull werkte ze samen met artiesten als 3OH!3, Iggy Pop, Nicki Minaj en Britney Spears.
Sinds 2024 heeft Kesha in de Verenigde Staten meer dan 83 miljoen platen, inclusief nummers en albums, verkocht. Ze werd door Billboard uitgeroepen tot 26e topartiest op hun decennium-eindlijst van de 21e eeuw.

## Biografie
Kesha werd geboren in Los Angeles, waar ze met haar alleenstaande moeder en twee broers woonde en het gezin van een laag inkomen moest rondkomen. Haar moeder, Pebe Sebert, een singer-songwriter, nam haar vaak mee naar opnamestudio's. Pebe verhuisde met het gezin naar Nashville, Tennessee in 1991. Op haar zeventiende stopte Kesha met school om aan haar muziekcarrière te beginnen.

## Carrière

### 2008-2012:AnimalenCannibal
In 2008 deed Kesha mee in de videoclip van Katy Perry's I Kissed a Girl. Begin 2009, tijdens het opnemen van haar debuutalbum, werd Kesha in de opnamestudio van haar toenmalige producer en manager Dr. Luke door rapper Flo Rida gevraagd het refrein voor zijn Right Round in te zingen. Het nummer werd een wereldwijd succes en bereikte de hoogste positie in de Amerikaanse Billboard Hot 100. Ook was Kesha te horen op het album Rebulution van Pitbull, waarin ze het refrein van het liedje Girls zong. In de herfst kwam haar solodebuut TiK ToK uit, afkomstig van het album Animal, dat in januari 2010 uitkwam. Het nummer leverde haar een wereldwijde hit op, met nummer 1-noteringen in onder meer Duitsland, Australië en de Verenigde Staten. In de Nederlandse Top 40 bereikte het de tweede positie. Van het album verschenen verder nog de singles Blah Blah Blah, Your Love Is My Drug en Take It Off, die allemaal de top 10 bereikten van de Billboard Hot 100.

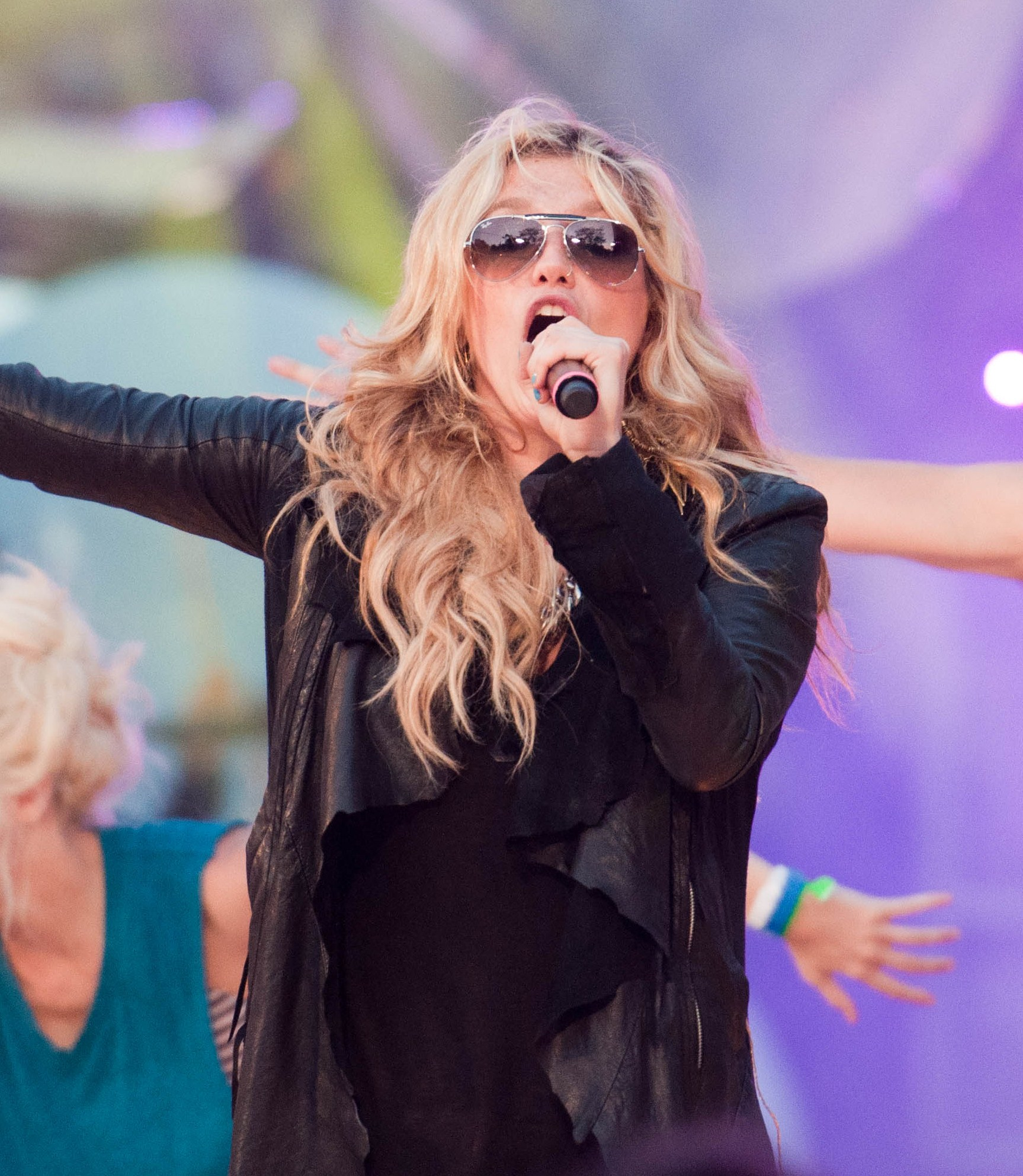
Kesha tijdens haar MMVA optreden in 2010.

Kesha toerde in 2010 mee met de Last Girl on Earth Tour van Rihanna, waarin ze het voorprogramma verzorgde. Eind 2010 was ze bezig met haar eigen toer, The Get $leazy Tour, waarbij ze op 8 december de AB in Brussel aandeed.
Op 14 oktober 2010 verscheen We R Who We R, de eerste single van haar tweede album Cannibal, dat op 22 november uitkwam. Als tweede single werd gekozen voor Blow. Sleazy werd een promotiesingle in de Verenigde Staten. Met de Get $leazy Tour toerde Kesha door Azië, de Verenigde Staten, Europa en Australië en stond ze ook op Rock Werchter.
Op de MTV Europe Music Awards 2010 in Madrid won ze de prijs voor beste nieuwkomer en bracht ze vervolgens een liveoptreden van haar nummer TiK ToK. Kesha schreef in 2011 mee aan het nummer Till The World Ends van Britney Spears' album Femme Fatale. In april 2011 verscheen een remix van dit nummer, waar zijzelf ook op te horen is.
Op 18 maart 2011 kwam het remixalbum I Am The Dance Commander + I Command You To Dance: The Remix Album uit. In de Amerikaanse hitlijst Dance/Electronic Albums kwam het op de hoogste positie binnen met veertienduizend verkochte albums. Dit album bestaat uit remixes van nummers van Animal en Cannibal en een nieuw nummer, getiteld Fuck Him He's A DJ. In mei 2011 verscheen ook een officiële remix van Blow waarin Kesha samenwerkt met de rapper B.o.B. Op 12 september 2011 kwam het album Welcome 2 My Nightmare uit van Alice Cooper, met daarop What Baby Wants, een duet waar ze aan meeschreef.

### 2012-2013:Warrior
Kesha was te horen op het album Chimes of freedom: Songs of Bob Dylan honoring 50 years of Amnesty International, waarop ze Don't Think Twice, It's All Right van Bob Dylan coverde. Ook zong ze mee op het nummer 2012 (You must be upgraded) van The Flaming Lips.
Tijdens het werken aan haar tweede studioalbum noemde ze The Idiot van Iggy Pop als een invloedsbron, en kondigde ze een samenwerking met Calvin Harris aan. Ook vermeldde ze dat het album Spandex on the distant horizon zou heten, maar uiteindelijk veranderde deze titel in Warrior. Tijdens de MTV Video Music Awards 2012 maakte Kesha bekend dat de eerste single van het album, Die Young, op 25 september 2012 zou uitkomen. In de Amerikaanse Billboard Hot 100 behaalde dit nummer de tweede positie, en het verwierf in de Verenigde Staten de driedubbele platinastatus.
Warrior werd uitgebracht op 4 december 2012. C'Mon kwam op 7 januari 2013 als de tweede single van het album uit. Het nummer kreeg goede reacties van critici en werd in Amerika een bescheiden hit door onder andere de 27ste positie in de Amerikaanse Billboard Hot 100 te halen. Crazy Kids kwam in april als de derde single uit en was een samenwerking met de Amerikaanse rapper will.i.am. Ook kwamen er versies uit met onder andere Pitbull en Juicy J. Crazy Kids behaalde de 40ste plaats in de Billboard Top 100.
In april 2013 werd een samenwerkingsalbum met The Flaming Lips aangekondigd. De plaat zou Lip$ha gaan heten, maar is uiteindelijk niet verschenen. Gedurende 2013 werd op MTV een realityserie over de zangeres uitgezonden onder de titel My Crazy Beautiful Life. De serie telde twee seizoenen.
Op vrijdag 5 juli 2013 trad Kesha voor de tweede keer op op Rock Werchter. Aan het einde van dat jaar scoorde Kesha haar eerste nummer 1-hit in de Nederlandse Top 40 met het nummer Timber, een samenwerking met rapper Pitbull.
In april 2016 bracht dj en producer Zedd een duet met Kesha uit, genaamd True Colors.

### 2017-2018:Rainbow
Na vier jaar geen muziek te hebben uitgebracht, bracht Kesha op 6 juli 2017 haar comebacksingle Praying uit, met bijbehorende videoclip. Het nummer gaat over Kesha's ervaringen met voormalige producer Dr. Luke. Critici waren lovend over het nummer en omschreven het als een powerballad, waar Kesha een andere kant van zichzelf liet zien dan op haar gewoonlijke electropopnummers. Op 1 augustus van dat jaar volgde haar derde album Rainbow, dat samenwerkingen bevat met onder andere Dolly Parton, The Dap-Kings Horns en Eagles of Death Metal. Ook dit album maakte plaats voor een zachtere kant van de zangeres, met akoestische nummers en meer natuurlijke instrumenten als gitaar en viool. Rainbow werd Kesha's tweede nummer 1-album. In juli 2017 werden Woman en Learn to Let Go als promotiesingles uitgebracht. Zowel Praying als Rainbow waren genomineerd voor een Grammy Award. Kesha begon dat jaar ook aan een nieuwe tour, The Rainbow Tour.

### 2020-2023:High Road
Drie jaar na Rainbow bracht Kesha op 24 oktober 2019 het nummer Raising Hell uit, een samenwerking met rapper Big Freedia waar ze pop en gospel fuseert. Twee promotiesingles volgden, My Own Dance en Resentment, voordat ze op 31 januari 2020 haar vierde studioalbum uitbracht, genaamd High Road. De album is een mix tussen Kesha's oude electropop (zelfs met een feature van Ke$ha) zoals op Animal, en haar zachtere akoestische ballads zoals op Rainbow.
Op 26 januari 2021 kondigde Kesha een samenwerking aan met de Nederlandse dj Sam Feldt. Stronger kwam uit op 29 januari 2021.

### 2023:Gag Order
Drie jaar na het uitbrengen van High Road bracht Kesha op 28 april 2023 de eerste twee singels Fine Line en Eat The Acid , van haar 5de studio album Gag Order uit. Hierna werd er nog één single uitgebracht op 17 mei genaamd Only Love Can Save Us Now voordat het album officieel werd uitgebracht op 19 mei. Hierna heeft ze nog visuele beelden op youtube gezet voor een aantal nummers van het album: Hate Me Harder, Happy, Living In My Head, Only Love Reprise en Only Love Can Save Us Now. Waarvan de laatste een remix ep kreeg op 23 juni 2023. Vervolgens werd er nog Gag Order (Live Acoustic EP From Space) uit gebracht met vier nummers van Gag Order die in deze EP een live akoestische versie gekregen. Hierna is de zangeres op een tour geweest met de naam Only Love Tour die duurde van 15 oktober tot 16 november van 2023.
Dit is het laatste album dat Kesha uitbracht onder het contract met record label Kemosabe voor het verloop van haar contract. 
Het album heeft een experimentele stijl. Het is volgens Kesha haar meest persoonlijke album iets dat terug te vinden is in gevoelens zoals woede, angst en spijt die erin getoond worden. Dit zijn allemaal factoren die ervoor zorgen dat het album een totaal andere sfeer en geluid heeft dan de rest van haar albums. 

### 2024: Onafhankelijkheid en . (Period)
In december 2023 meldde Variety dat Kesha's contract officieel was afgelopen met Dr. Luke's label, Kemosabe, dat wordt gedistribueerd door RCA Records. Ze ging ook uit elkaar met haar management. Kesha, nu een 'onafhankelijke' artiest, bracht op 4 juli ('Independence Day' oftewel onafhankelijkheidsdag in de Verenigde Staten) haar single JOYRIDE uit. Kesha promootte het nummer tijdens Lollapalooza, een muziekfestival. In juli 2025 bracht ze onder haar eigen label Kesha Records haar album . uit (uitgesproken als 'Period').

## Acteercarrière
Kesha is te zien in de derde aflevering van het tweede seizoen van de serie Victorious, waarin zij zichzelf speelt en Blow zingt. Haar jongere broertje heeft ook een kleine rol in die aflevering. Ook had Kesha een realityprogramma, My Crazy Beautiful Life, dat eveneens de titel van een van haar liedjes is. Verder speelde Kesha ook rollen in Jane The Virgin en de series Bad Moms en Nashville.

## Persoonlijk leven
Kesha is openlijk panseksueel en veganistisch, en is erg actief op het gebied van LHBT-activisme en dierenrechten. In een interview met Out in 2010 zei Kesha: "Ik heb me altijd aangetrokken gevoeld tot de ziel van een persoon. Bij deze aantrekkingskracht heb ik nooit nagedacht over een specifiek geslacht of identiteit van iemand."
Op 3 januari 2014 werd Kesha behandeld voor eetstoornissen in het revalidatiecentrum Timberline Knolls in Lemont, Illinois. Kesha's moeder Pebe Sebert bevestigde dat Kesha leed aan de eetstoornis boulimia nervosa en dat ze daar lange tijd mee worstelde. Ze beweerde ook dat Dr. Luke gedeeltelijk de oorzaak was van de eetstoornis van Kesha, en zei dat Luke haar zou hebben aangespoord om af te vallen door de vorm van haar lichaam met een koelkast te vergelijken. In oktober van 2014 klaagde Kesha Dr. Luke aan voor seksueel en emotioneel misbruik. Op 6 april 2016 verwierp rechter Shirley Kornreich de zaak en zei dat zelfs als de beschuldigingen van seksueel geweld waar zouden zijn, het vijfjarig statuut van beperkingen was verlopen voor de twee meest specifieke verkrachtingsbeschuldigingen, de ene in 2005 en de andere in 2008.

## Discografie

### Albums
| Album met eventuele hitnotering(en) in de Nederlandse Album Top 100 | Datum van verschijnen | Datum van binnenkomst | Hoogste positie | Aantal weken | Opmerkingen |
| ------------------------------------------------------------------- | --------------------- | --------------------- | --------------- | ------------ | ----------- |
| Animal                                                              | 2010                  | 23-01-2010            | 52              | 13           |             |
| Rainbow                                                             | 2017                  | 19-08-2017            | 10              | 2            |             |

| Album met hitnotering(en) in de Vlaamse Ultratop 200 albums | Datum van verschijnen | Datum van binnenkomst | Hoogste positie | Aantal weken | Opmerkingen |
| ----------------------------------------------------------- | --------------------- | --------------------- | --------------- | ------------ | ----------- |
| Animal                                                      | 2010                  | 23-01-2010            | 32              | 29           |             |
| Warrior                                                     | 30-11-2012            | 08-12-2012            | 117             | 15           |             |
| Rainbow                                                     | 11-08-2017            | 19-08-2017            | 17              | 5            |             |

### Singles
| Single met eventuele hitnotering(en) in de Nederlandse Top 40 | Datum van verschijnen | Datum van binnenkomst | Hoogste positie | Aantal weken | Opmerkingen                                             |
| ------------------------------------------------------------- | --------------------- | --------------------- | --------------- | ------------ | ------------------------------------------------------- |
| Right Round                                                   | 09-02-2009            | 21-03-2009            | 3               | 18           | met Flo Rida / Nr. 4 in de Single Top 100 / Alarmschijf |
| TiK ToK                                                       | 07-08-2009            | 31-10-2009            | 2               | 23           | Nr. 6 in de Single Top 100                              |
| Blah Blah Blah                                                | 01-02-2010            | 20-02-2010            | 32              | 5            | met 3OH!3 / Nr. 72 in de Single Top 100 / Alarmschijf   |
| Your Love Is My Drug                                          | 26-04-2010            | 08-05-2010            | 22              | 8            | Nr. 51 in de Single Top 100 / Alarmschijf               |
| Dirty Picture                                                 | 28-06-2010            | 24-07-2010            | tip6            | -            | met Taio Cruz / Nr. 72 in de Single Top 100             |
| Take It Off                                                   | 16-08-2010            | 18-09-2010            | 21              | 7            | Nr. 44 in de Single Top 100                             |
| We R Who We R                                                 | 22-10-2010            | 13-11-2010            | tip9            | -            | Nr. 42 in de Single Top 100                             |
| Blow                                                          | 14-03-2011            | 26-03-2011            | tip1            | -            |                                                         |
| Die Young                                                     | 24-09-2012            | 13-10-2012            | tip4            | -            | Nr. 56 in de Single Top 100                             |
| Timber                                                        | 07-10-2013            | 09-11-2013            | 1(4wk)          | 30           | met Pitbull / Nr. 3 in de Single Top 100 / Alarmschijf  |
| Praying                                                       | 2017                  | 15-07-2017            | tip11           | -            |                                                         |
| Good Old Days                                                 | 2017                  | -                     |                 |              | met Macklemore / Nr. 80 in de Single Top 100            |
| Stronger                                                      | 2021                  | 30-01-2021            | tip30*          |              | met Sam Feldt                                           |

| Single met hitnotering(en) in de Vlaamse Ultratop 50 | Datum van verschijnen | Datum van binnenkomst | Hoogste positie | Aantal weken | Opmerkingen             |
| ---------------------------------------------------- | --------------------- | --------------------- | --------------- | ------------ | ----------------------- |
| Right Round                                          | 09-02-2009            | 21-03-2009            | 2               | 17           | met Flo Rida            |
| TiK ToK                                              | 06-11-2009            | 24-10-2009            | 4               | 31           | Goud                    |
| Blah Blah Blah                                       | 01-02-2010            | 17-04-2010            | 45              | 3            | met 3OH!3               |
| Your Love Is My Drug                                 | 26-04-2010            | 05-06-2010            | 27              | 10           |                         |
| My First Kiss                                        | 12-07-2010            | 10-07-2010            | tip9            | -            | met 3OH!3               |
| Take It Off                                          | 16-08-2010            | 11-09-2010            | 22              | 11           |                         |
| We R Who We R                                        | 03-12-2010            | 18-12-2010            | 13              | 13           |                         |
| Blow                                                 | 14-03-2011            | 19-03-2011            | tip4            | -            |                         |
| Die Young                                            | 25-09-2012            | 10-11-2012            | 19              | 13           |                         |
| C'mon                                                | 16-11-2012            | 19-01-2013            | tip4            | -            |                         |
| Crazy Kids                                           | 29-04-2013            | 08-06-2013            | tip5            | -            | met will.i.am           |
| Timber                                               | 07-10-2013            | 26-10-2013            | 4               | 24           | met Pitbull             |
| True Colors                                          | 29-04-2016            | 14-05-2016            | tip             | -            | met Zedd                |
| Praying                                              | 07-07-2017            | 15-07-2017            | tip19           | -            |                         |
| Good Old Days                                        | 22-09-2017            | 07-10-2017            | tip32           | -            | met Macklemore          |
| Woman                                                | 29-09-2017            | -                     | -               | -            | met The Dap-Kings Horns |